# رذاذ البحر

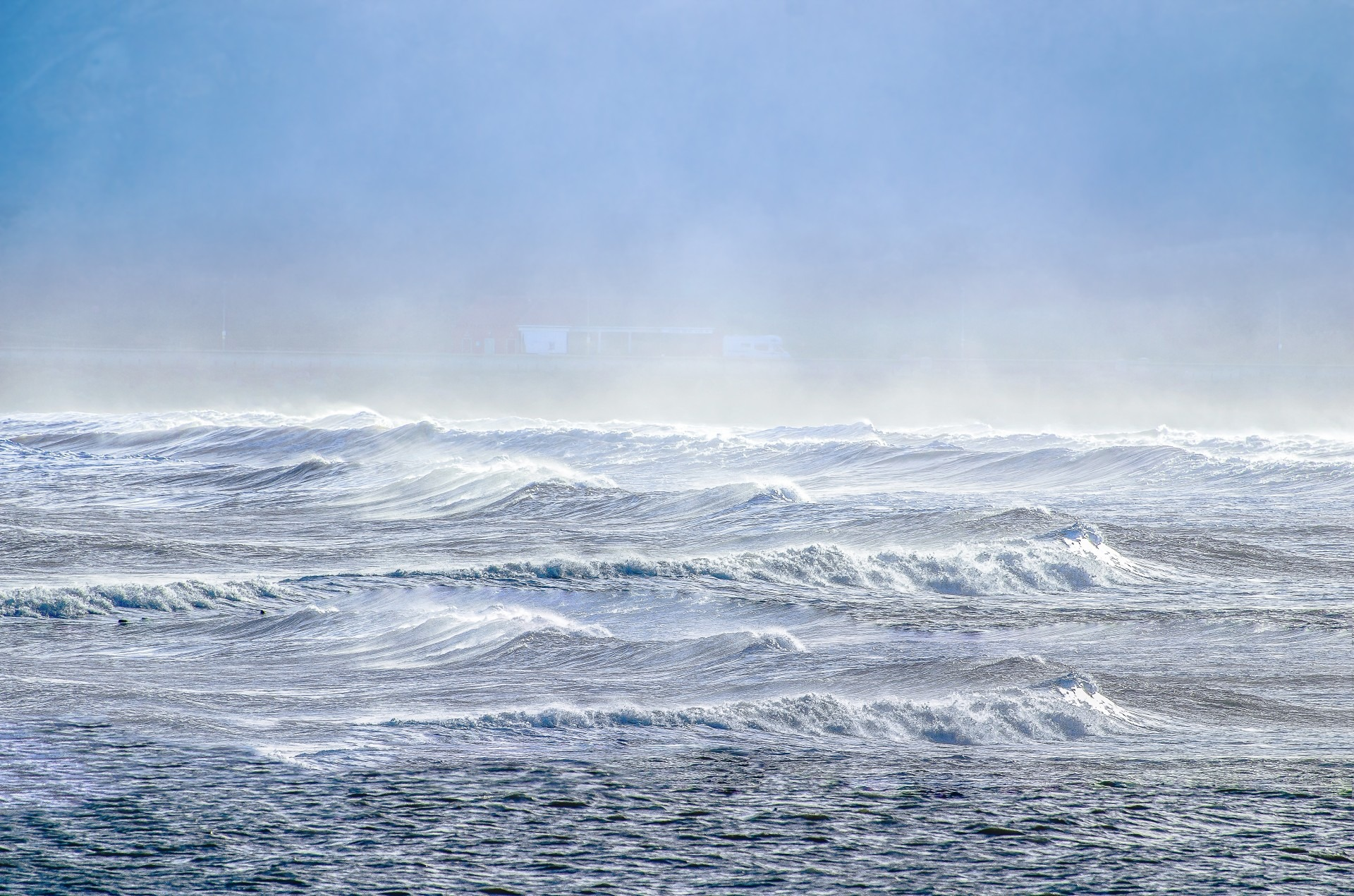
رذاذ البحر الذي يحتوي على كائنات بحرية مجهرية يمكن أن يُحمل عاليًا في الغلاف الجوي حيث يصبح هباء حيوي. قد تنتقل هذه الكائنات المجهرية المحمولة جويًا حول العالم قبل أن تسقط مرة أخرى إلى الأرض.

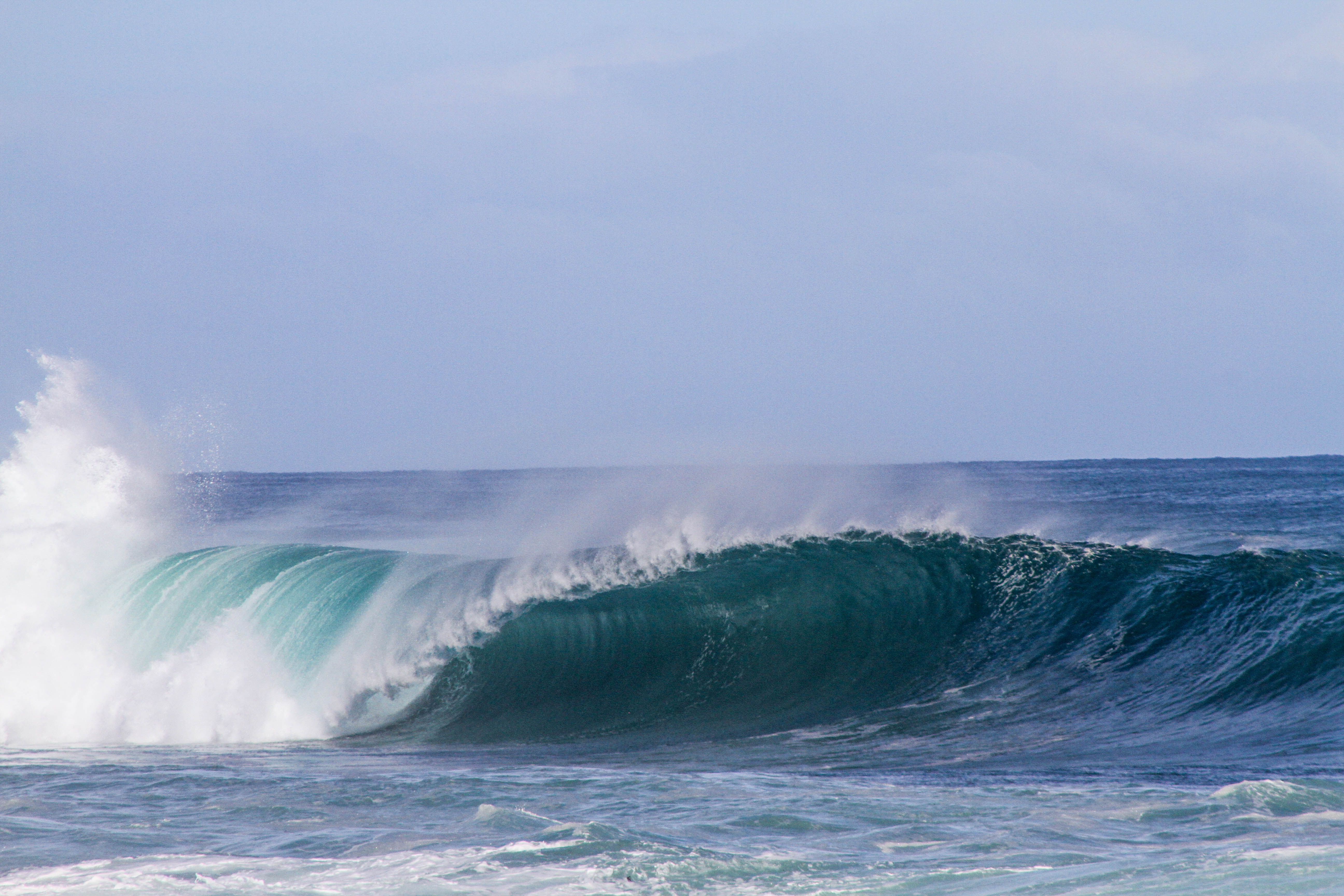
رذاذ البحر المتولد من تكسر أمواج سطح المحيط، وهو المصدر الرئيسي لجسيمات الهباء البحري التي تؤثر على التوازن المناخي وتكوين السحب.

رذاذ البحر هو مجموع الجسيمات الدقيقة التي تنتشر في الهواء نتيجة تفكك فقاعات الماء على سطح البحر، خاصة في المناطق المضطربة مثل قمم الأمواج، أو بفعل الرياح العاتية. تُصنَّف هذه الجسيمات على أنها "هباءات جوية بحرية"، وتحتوي على مزيج من الأملاح غير العضوية (مثل كلوريد الصوديوم) والمركبات العضوية التي تنشأ من الكائنات الحية البحرية الدقيقة.
يُعد الرذاذ البحري عنصرًا حيويًا في التفاعل بين المحيط والغلاف الجوي، إذ يسهم في نقل الرطوبة والحرارة، ويلعب دورًا في تكوين نوى تكاثف السحب، مما يؤثر على أنماط الطقس والمناخ، بما في ذلك شدة العواصف المدارية. كما يُساهم في إزالة بعض الملوّثات الجوية، ويؤثر على كيمياء الغلاف الجوي، لا سيما في البيئات الساحلية.
علاوة على ذلك، يمتد تأثير الرذاذ البحري إلى النظم البيئية الساحلية، حيث يمكن أن يغيّر من تركيب التربة ويؤثر على نمو النباتات، فضلًا عن مساهمته في تسريع تآكل المواد والإنشاءات في المناطق الساحلية. 

## تشكّل رذاذ البحر ومكوناته
يتشكل رذاذ البحر (Sea spray) بفعل تلاطم الأمواج بالرياح السطحية، مما يؤدي إلى اندفاع قطرات دقيقة من الماء نحو الغلاف الجوي القريب من السطح. وتتركز هذه الظاهرة عادةً في المناطق ذات الرياح القوية والأمواج العاتية، مثل السواحل المفتوحة والمحيطات. يضم هذا الرذاذ جسيمات دقيقة تُعرف باسم الهباء البحري (Marine Aerosols)، وهي ذات أهمية مناخية وكيميائية كبيرة.
يتكوّن رذاذ البحر من ماء مالح يحتوي على مجموعة متنوعة من المكونات الكيميائية، بما في ذلك:
- أيونات الصوديوم والكلوريد (التي تمثل معظم محتوى الملح).
- مركبات الكبريت مثل كبريتات الميثان وثنائي ميثيل الكبريت (DMS)، والتي تلعب دورًا في تكوين الغيوم.
- مواد عضوية من أصل بيولوجي، مثل البروتينات والأحماض الدهنية والبكتيريا والفيروسات البحرية.
- جزيئات غروية دقيقة تتولد من النشاطات الحيوية في السطح المحيطي.

تتراوح أحجام جزيئات رذاذ البحر بين أقل من 0.1 ميكرومتر إلى عدة عشرات من الميكرومترات، ويمكن أن تبقى بعض الجزيئات الصغيرة معلقة في الهواء لفترات طويلة وتنتقل لمسافات بعيدة. هذه الجسيمات تساهم بدور رئيسي في انعكاسية الغلاف الجوي (albedo) وتشكل نوى تكاثف السحب (cloud condensation nuclei)، مما يجعل لها تأثيرًا بيئيًا مباشرًا على توازن الإشعاع الأرضي.

## العوامل المؤثرة في تكوّنه

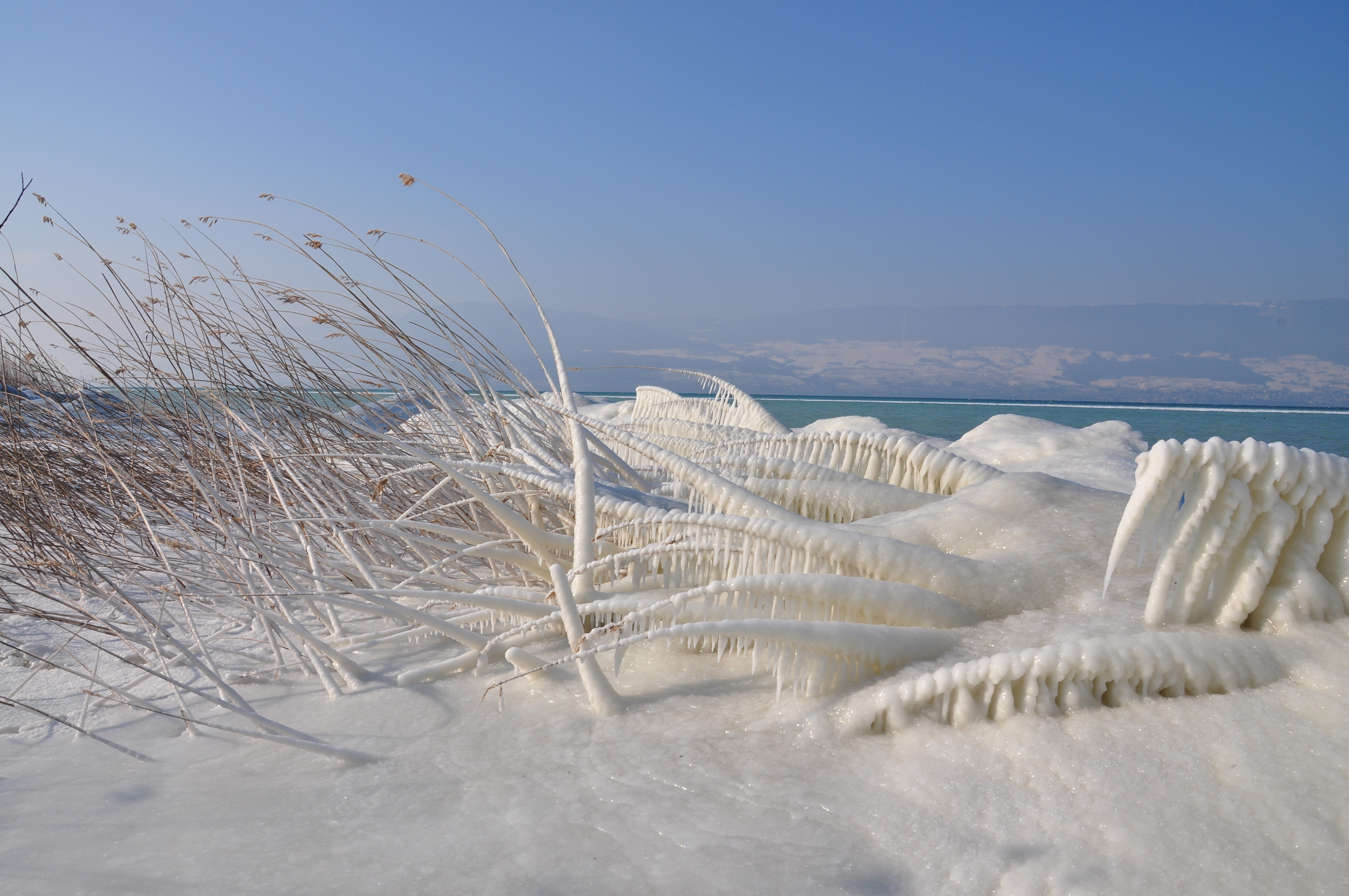
يتكوّن الرذاذ البحري أيضًا فوق البحيرات، كما يظهر هنا على هيئة رذاذ متجمد عند ضفاف بحيرة نوشاتيل في سويسرا خلال عاصفة باردة بلغت حرارتها نحو −10°م. وتحدث ظواهر مماثلة على السواحل البحرية تحت ظروف مشابهة.

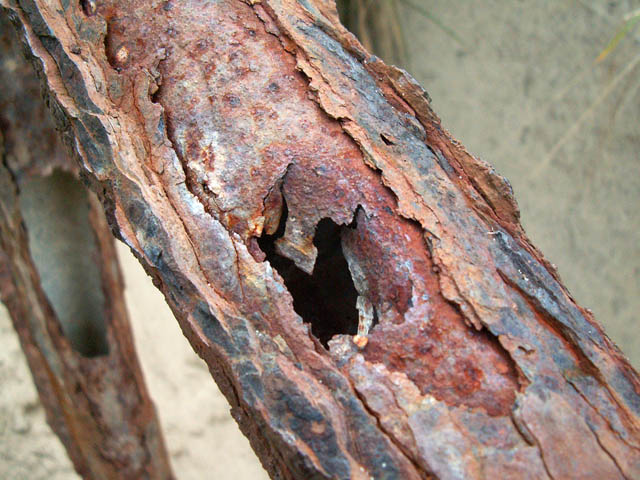
يساهم رذاذ البحر المحمّل بالأملاح والمركبات العضوية في تسريع تآكل الفولاذ والمعادن، وخاصة في المنشآت الساحلية المكشوفة، عبر آليات كيميائية وكهروكيميائية، ما يفرض استخدام سبائك مقاومة أو طلاءات واقية لإطالة عمر البنية التحتية.

يتأثر تكوّن رذاذ البحر بعدة عوامل فيزيائية وكيميائية تتحكم في معدل انبعاث الجسيمات الدقيقة، وأحجامها، وتركيبها الكيميائي. من أبرز هذه العوامل:
- سرعة الرياح: تُعد العامل الرئيسي لتوليد الرذاذ، حيث تؤدي الرياح القوية، خاصة عند تجاوزها 7–10 م/ث، إلى تحطيم قمم الأمواج وإطلاق كميات كبيرة من الفقاعات والقطرات إلى الغلاف الجوي السفلي.
- حالة سطح البحر: تؤدي الأمواج العالية والمتكسرة إلى زيادة تكوين الفقاعات والانفجارات السطحية التي تولّد جسيمات رذاذية، مما يعزز كثافة الرذاذ.
- درجة حرارة سطح البحر والهواء: تؤثر الفروق الحرارية على استقرار الطبقات الهوائية فوق سطح البحر، مما يغيّر من كفاءة التصاعد والانتقال الرأسي لجزيئات الرذاذ.
- الملوحة وتركيب المياه: كلما زاد تركيز الأملاح، خاصة كلوريد الصوديوم، تقلصت القطرات المتكونة وزادت قابليتها للبقاء عالقة في الهواء. كما يؤثر وجود شوائب معدنية أو عضوية على خصائص الرذاذ الكيميائية.
- النشاط البيولوجي البحري: تنتج الكائنات المجهرية البحرية، مثل الدياتومات والطحالب الدقيقة، مركبات عضوية سطحيّة (مثل الأحماض الدهنية والبروتينات) تساهم في تعديل التوتر السطحي، مما يغير من حجم وخصائص جسيمات الرذاذ.
- الظروف الجوية المصاحبة: تشمل الرطوبة النسبية، الضغط الجوي، ووجود ملوّثات غازية أو جسيمية قد تندمج مع الرذاذ وتعدّل من كيميائه أو تسهم في تشكيل الهباءات المركبة. [8][9][10]

## تأثيراته على النظام البيئي والغلاف الجوي
يُعد رذاذ البحر مكونًا رئيسيًا في التفاعل بين المحيط والغلاف الجوي، حيث يؤثر على التوازن الإشعاعي للأرض من خلال مشاركته في تكوين السحب وتعديل خصائصها الفيزيائية. تقوم الجسيمات الدقيقة المكوِّنة للرذاذ بدور نوى تكاثف سحابية (Cloud Condensation Nuclei, CCN)، وهي ضرورية لتكوّن قطرات السحب، خاصة في المناطق البحرية النائية التي تندر فيها الجسيمات القارية. وتعتمد كفاءة الرذاذ البحري في هذا السياق على خصائصه الحجمية وتركيبه الكيميائي، لا سيما محتواه من الأملاح والمواد العضوية السطحية.
من ناحية أخرى، يُسهم الرذاذ في نقل مركبات كيميائية نشطة من سطح المحيط إلى الغلاف الجوي، مثل الكبريتات الناتجة عن أكسدة ثنائي ميثيل الكبريت (DMS)، ما يؤثر في التفاعلات الكيميائية الجوية وفي تكوين الهباءات الثانوية. وقد تم الربط بين هذه المركبات وعمليات تبريد مناخي غير مباشر عبر تعزيز انعكاسية السحب (Cloud Albedo Effect).
كما يؤثر الرذاذ على كيمياء طبقة التروبوسفير البحرية، إذ يُعدّ ناقلًا لمكونات بيولوجية نشطة مثل الفيروسات والبكتيريا والمواد السطحية الخافضة للتوتر السطحي (surfactants)، ما يفتح آفاقًا جديدة لفهم الروابط بين البيولوجيا البحرية والغلاف الجوي. وتُشير دراسات حديثة إلى أن هذه الجسيمات البيولوجية قد تُسهم أيضًا في تكوّن الجليد في السحب الباردة (Ice Nuclei)، مما يعقّد فهم التفاعلات المناخية في المناطق القطبية والمعتدلة.
علاوة على ذلك، يمتد تأثير رذاذ البحر ليشمل النظم البيئية الساحلية، حيث تؤدي جسيماته إلى تغييرات في تركيب التربة ونمو النباتات من خلال زيادة ملوحة التربة وترسيب المركبات العضوية وغير العضوية، ما يؤثر على التنوع الحيوي والتوازن البيئي في المناطق الساحلية، ويشكل عامل ضغط بيئي على العديد من الكائنات الحية.
من الجانب الصحي، يشكل رذاذ البحر جزءًا مهمًا من جودة الهواء في المناطق الساحلية، حيث يمكن أن يحمل جزيئات دقيقة تحتوي على ملوثات أو مكونات بيولوجية قد تؤثر على صحة الإنسان، خصوصًا الجهاز التنفسي، مع تفاقم التأثير لدى الأشخاص ذوي الأمراض التنفسية المزمنة أو الحساسية. كما أن بعض هذه الجسيمات قد تنقل مسببات أمراض بحرية، مما يرفع من أهمية دراسة الرذاذ البحري في سياق الصحة العامة.
إضافة إلى ذلك، يلعب الرذاذ البحري دورًا في تسريع تآكل المواد والبنى التحتية الساحلية، نتيجة لتأثير الأملاح البحرية على المعادن والخرسانة، عبر عمليات أكسدة وكهربائية تزيد من سرعة التآكل، مما يسبب خسائر مادية واقتصادية في المناطق الساحلية.
من ناحية أخرى، يُعد رذاذ البحر ناقلًا مركزيًا في دورات الملوثات الجوية، إذ يساهم في نقل بعض الملوثات لمسافات طويلة من مناطق ساحلية إلى داخل القارات، لكنه في الوقت نفسه يساهم في إزالة ملوثات معينة من الغلاف الجوي من خلال عمليات الترسيب الجوي، ما يجعله عاملاً متشابكًا في تقييم جودة الهواء وتأثيرات التلوث في البيئات الساحلية.
تُواصل الدراسات والأبحاث العلمية الحديثة استكشاف جوانب جديدة من تأثيرات رذاذ البحر، لا سيما في ظل التغيرات المناخية المتسارعة، حيث يُعتقد أن زيادة شدة الرياح والحرارة قد تؤثر بشكل مباشر على كمية وتركيب رذاذ البحر، وبالتالي على دوره البيئي والمناخي.

## تأثيره على المناخ وأنماط الطقس

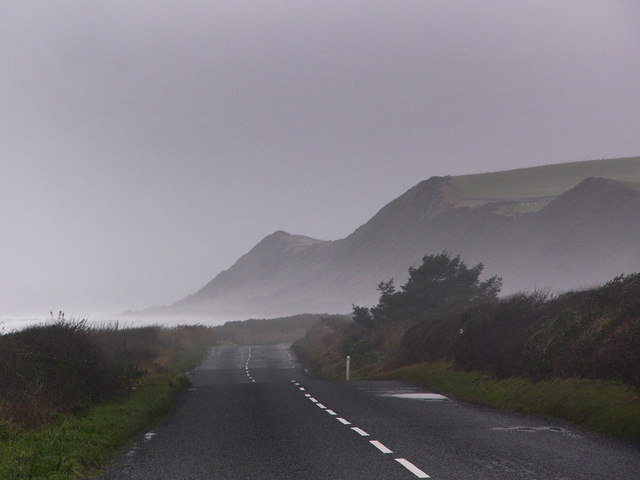
يمكن أن تحمل الرياح رذاذ البحر لمسافات طويلة، ناقلة معها الملوثات المحتملة أو النظائر المشعة التي قد تحتويها، مما يساهم في توزيع هذه الملوثات عبر مناطق واسعة ويؤثر على جودة الهواء والنظم البيئية.

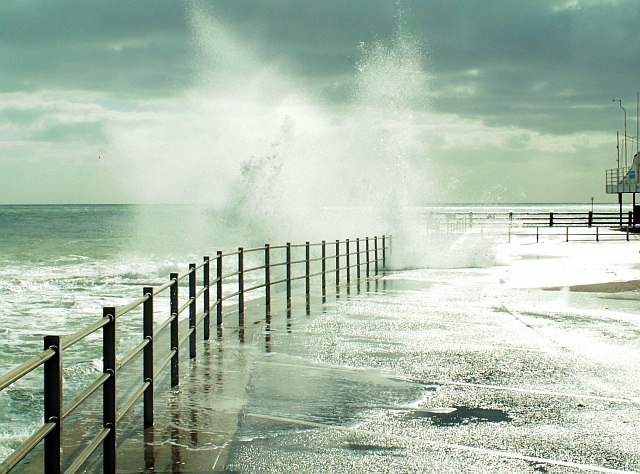
رذاذ البحر يتكثف بفعل الأمواج العاتية أثناء العواصف قرب رصيف برودستيرز، كانتكير، مما يعزز انتقال الرطوبة والجسيمات الدقيقة في الغلاف الجوي.

يُعد رذاذ البحر أحد العوامل الطبيعية الأساسية التي تؤثر على مناخ الأرض وأنماط الطقس على المستويين الإقليمي والعالمي. ويُشتق هذا التأثير من دوره المعقد في التفاعل بين المحيط والغلاف الجوي عبر نقل الحرارة والرطوبة، وتعديل خصائص الغلاف الجوي الكيميائية والفيزيائية.

### 1. نقل الحرارة والرطوبة
يُسهم رذاذ البحر في تبادل الطاقة بين سطح المحيط والغلاف الجوي من خلال العمليات الفيزيوكيميائية المرتبطة بتبخر الماء وانتقال جزيئات الرذاذ. تحمل هذه الجزيئات الرطوبة، التي تتحرر عند تبخرها، فتؤدي إلى تعديل في الرطوبة النسبية للهواء، مما يؤثر على تشكيل السحب وظروف هطول الأمطار. كما يسهم هذا التبادل في تعديل درجات حرارة الطبقة الجوية السطحية، خاصة في المناطق الساحلية حيث تكون تفاعلات المحيط والغلاف الجوي أكثر كثافة.

### 2. دوره في تكوين السحب
تعمل جزيئات الرذاذ البحري كنوى لتكاثف السحب (Cloud Condensation Nuclei - CCN)، والتي تشكل القواعد اللازمة لارتباط بخار الماء وتشكيل قطرات السحب. وبحسب تركيبه وحجمه، يمكن للرذاذ أن يؤثر على حجم قطرات السحب وكثافتها، ما يؤثر بدوره على انعكاسية السحب (albedo) وقدرتها على عكس أشعة الشمس إلى الفضاء، وبالتالي يؤثر على توازن الطاقة الأرضي ويعمل على تبريد الغلاف الجوي.

### 3. تعديل شدة العواصف المدارية
تشير الدراسات إلى أن وجود الهباء البحري يساهم في تعديل شدة العواصف المدارية والأعاصير، من خلال التأثير على تكوين السحب وكمية الرطوبة المتاحة. فالهباء البحري الكثيف يعزز نمو السحب الرعدية وقد يؤدي إلى زيادة قوة العواصف، بينما في ظروف أخرى يمكن أن يعيق تكوين السحب عن طريق تعديل التوازن بين الجسيمات المختلفة في الغلاف الجوي.

### 4. التأثيرات الكيميائية
يسهم رذاذ البحر في إدخال مركبات كبريتية عضوية وغير عضوية إلى الغلاف الجوي، خاصة من خلال أكسدة ثنائي ميثيل الكبريت (DMS). تؤثر هذه المركبات على تكوين الهباءات الثانوية التي تؤثر بدورها على تكوين السحب وظروف الطقس، وتلعب دورًا في التوازن الكيميائي للغلاف الجوي.

### 5. دوره في النماذج المناخية
يعتبر رذاذ البحر مكونًا مهمًا في نماذج المناخ، إذ يساعد في تحسين دقة التوقعات المناخية من خلال تمثيل تأثيره على التوازن الإشعاعي، تكوين السحب، وتوزيع الحرارة والرطوبة في الغلاف الجوي. ويتطلب تمثيله في النماذج فهماً دقيقاً للخصائص الفيزيائية والكيميائية للرذاذ، وحساسيته للعوامل البيئية المختلفة.